# Saint-Bonnet-le-Froid
Saint-Bonnet-le-Froid is een gemeente in het Franse departement Haute-Loire (regio Auvergne-Rhône-Alpes) en telt 222 inwoners (2004). De plaats maakt deel uit van het arrondissement Yssingeaux. Het dorp ligt op een hoogte van 1115 meter en bevindt zich pal op de waterscheiding van de Loire (via de Dunières en de Lignon) in het westen en de Doux (zijrivier van de Rhône) in het zuidoosten. Net ten oosten scheidt de col des Baraques (1072 m) de valleien van de Doux in het zuiden en die van de Cance (een andere zijrivier van de Rhône) in het noorden. Net ten noorden van het dorp ligt de col du Sapet tussen de bekkens van de Loire en de Cance. De col is echter enkel via de westzijde te bereiken over geasfalteerde wegen.

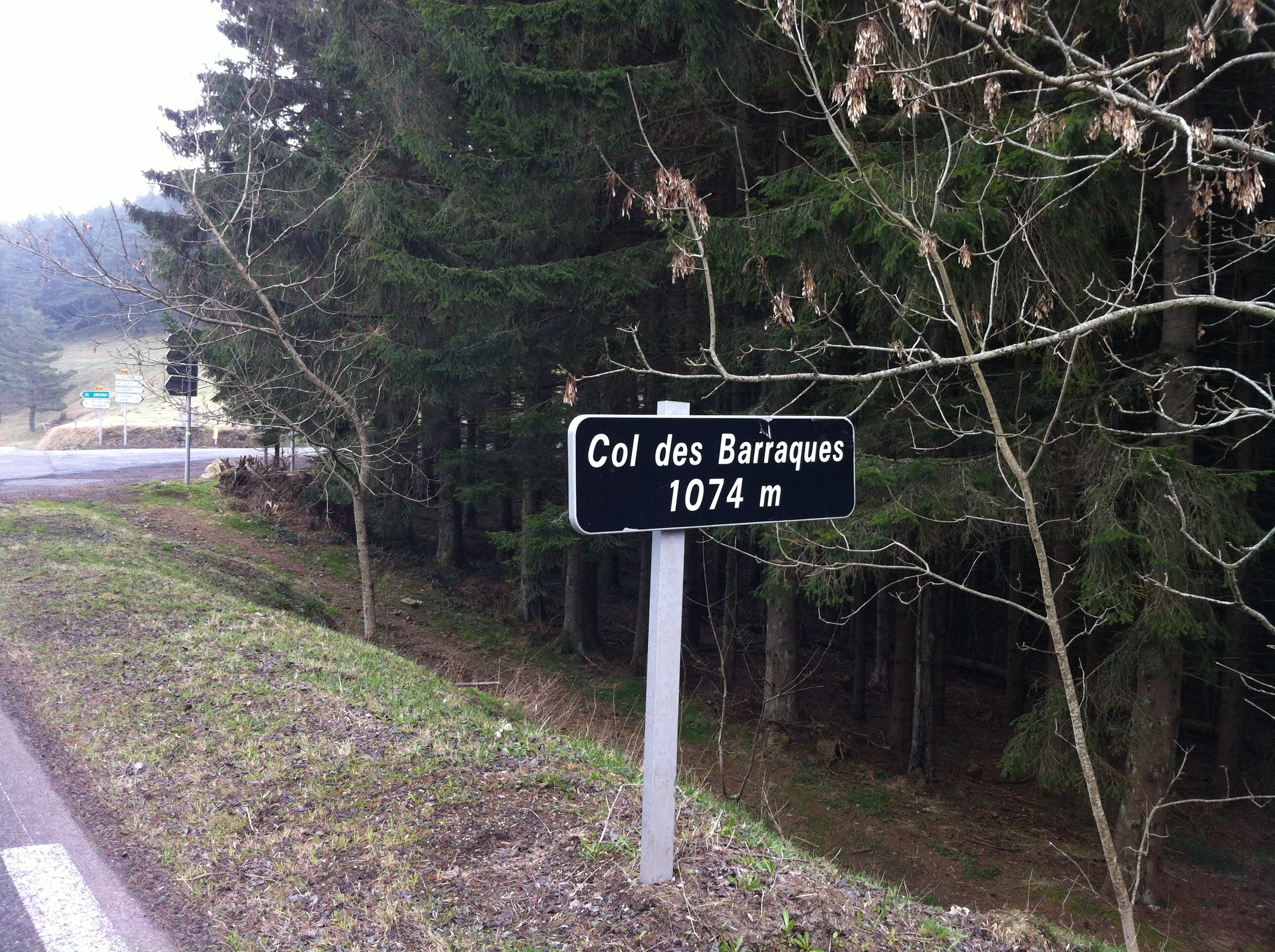
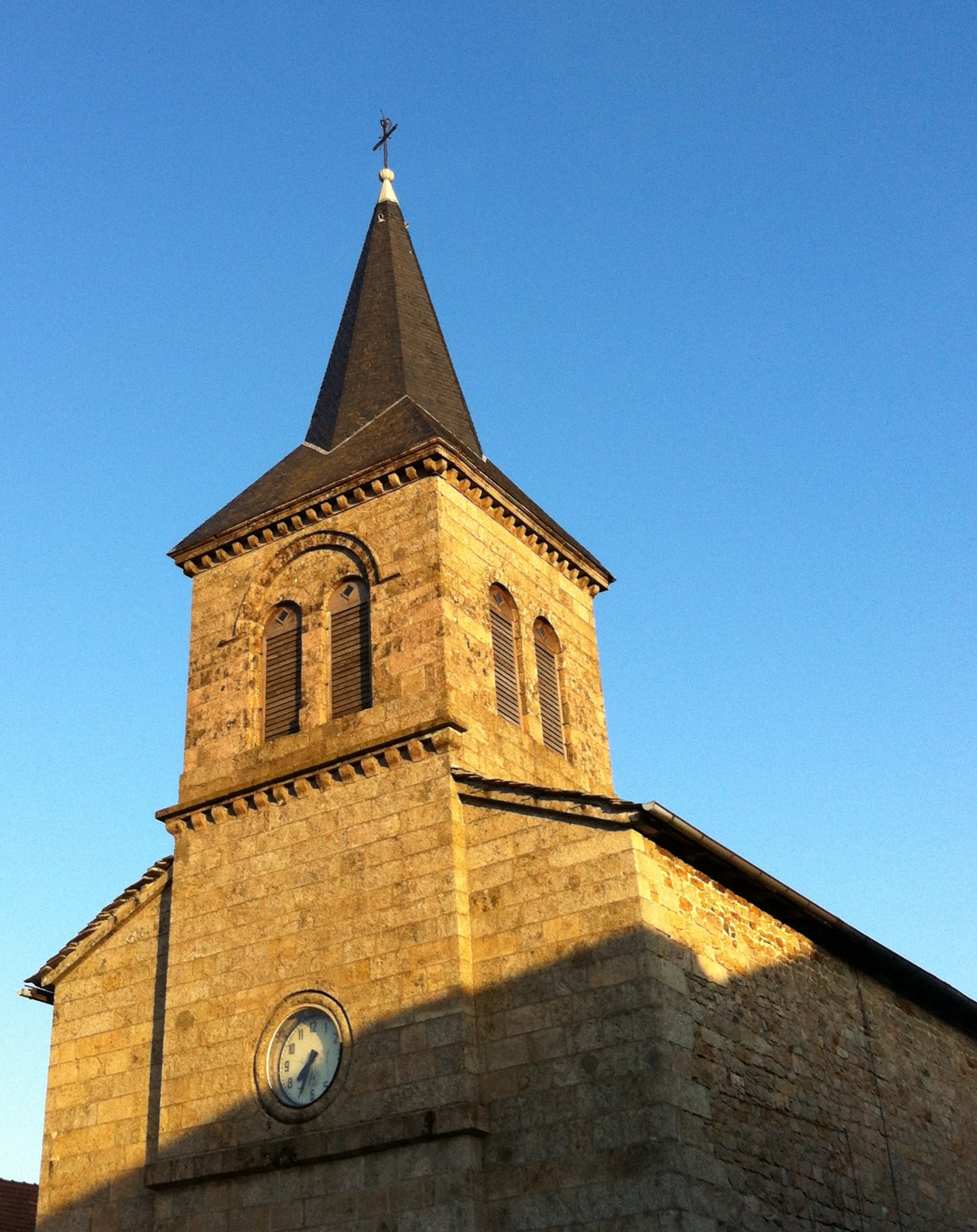

## Geografie
De oppervlakte van Saint-Bonnet-le-Froid bedraagt 12,9 km², de bevolkingsdichtheid is 17,2 inwoners per km².
De onderstaande kaart toont de ligging van Saint-Bonnet-le-Froid met de belangrijkste infrastructuur en aangrenzende gemeenten.

## Demografie
Onderstaande figuur toont het verloop van het inwonertal (bron: INSEE-tellingen).